# Ju Kyu-chang
Ju Kyu-chang (* 25. November 1928 in Hamgyŏng-namdo; † 3. September 2018) war ein nordkoreanischer Politiker der Partei der Arbeit Koreas (PdAK) sowie Generaloberst der Koreanischen Volksarmee, der unter anderem Kandidat des Politbüros des Zentralkomitees (ZK) der PdAK, Mitglied der Nationalen Verteidigungskommission, Leiter der ZK-Abteilung für Maschinenbauindustrie sowie Mitglied des Zentralen Militärkomitees des ZK war.

## Leben
Ju Kyu-chang absolvierte ein Studium der Ingenieurwissenschaften und begann in den 1960er Jahren seine berufliche Laufbahn im Ministerium für Maschinenbauindustrien. Daneben bekleidete er eine Funktion in der damaligen ZK-Abteilung für Rüstungs- und Munitionsindustrie und wurde auf dem V. Parteitag der PdAK zum Kandidaten des ZK gewählt. Zusammen mit Jon Pyong-ho trug er zur Festigung der Parteikontrolle über die Rüstungsindustrie bei, die von Ende der 1960er bis Anfang der 1970er andauerte und zur Bildung des Zweiten Ökonomischen Komitees führte. 1974 wurde er Vize-Vorsitzender des Zweiten Ökonomischen Komitees und war in den 1970er Jahren nacheinander Direktor, Vizepräsident und schließlich Präsident der Akademie für nationale Verteidigungswissenschaften, die Forschung, Entwicklung und Ausbildung in der Rüstungsindustrie Nordkoreas koordiniert.
Daneben übernahm Ju Kyu-chang 1983 die Position des Vizeministers für die Maschinenbauindustrie und wurde auf dem 15. Plenum des 6. ZK im Dezember 1988 zum Mitglied des ZK der PdAK gewählt. Er gehörte zu den Mitgliedern der Begräbniskomitees bei den Beisetzungen von Kim Il-sung im Juli 1994 sowie von O Chin-u im Februar 1995.
1998 legte er sein Amt als Präsident der Akademie für nationale Verteidigungswissenschaften nieder, blieb aber Vorsitzender des Zweiten Ökonomischen Komitees und wurde zum Deputierten des Obersten Volksversammlung gewählt, dem er bis zu seinem Tod im September 2018 angehörte. 2000 wurde er darüber hinaus als Nachfolger von Pak Song-bong zum stellvertretenden Leiter der ZK-Abteilung für die Rüstungsindustrie ernannt und begann zu dieser Zeit, Kim Jong-il auf dessen Inlandsreisen zu begleiten.
Auf der ersten Sitzung der 12. Obersten Volksversammlung wurde Ju Kyu-chang im April 2009 zum Mitglied der Nationalen Verteidigungskommission gewählt und erschien bei nationalen und zentralen Berichtstreffen in der zweiten sowie ersten Reihe auf den Podien. Darüber hinaus wurde er 2010 zum Leiter der ZK-Abteilung für Maschinenbau ernannt und wurde auf der dritten Parteikonferenz der Partei der Arbeit Koreas am 28. September 2010 zum Kandidaten des Politbüros des ZK sowie Mitglied des Zentralen Militärkomitees des ZK gewählt.
Aufgrund seiner Verbindungen zum Zweiten Ökonomischen Komitee sowie seiner Verwicklung in die Entwicklung des nordkoreanischen Programms für Ballistische Raketen unterlag Ju Kyu-chang, der den Rang eines Generalobersts der Volksarmee hatte, einem Einreiseverbot in die Europäische Union.